# St. Bonifatius (Winkels)
| St. Bonifatius, Winkels | St. Bonifatius, Winkels |
| ----------------------- | ----------------------- |
| St.-Bonifatius-Kirche   |                         |
| Ort                     | Winkels                 |
| Konfession              | römisch-katholisch      |
| Diözese                 | Bistum Würzburg         |
| Patrozinium             | Bonifatius              |
| Baujahr                 | 1937                    |
| Bautyp                  | Saalkirche              |
| Funktion                | Pfarrkirche             |

Die St.-Bonifatius-Kirche ist eine römisch-katholische Kirche im bayerischen Winkels, einem Stadtteil des Kurortes Bad Kissingen im unterfränkischen Landkreis Bad Kissingen. Sie gehört zu den Bad Kissinger Baudenkmälern und ist unter der Nummer D-6-72-114-250 in der Bayerischen Denkmalliste registriert.

## Geschichte
Die Initiative zum Bau der nach dem Hl. Bonifatius, dem „Apostel der Deutschen“, benannten St.-Bonifatius-Kirche ging bereits im Jahr 1880 vom Winkelser Kaplan Pater Franz Denner von den Herz-Jesu-Missionaren aus. Architekt Carl Krampf wurde vom Bad Kissinger Stadtpfarrer Friedrich Roth mit der Anfertigung einer Grundrissskizze beauftragt.
Finanziert wurde das Vorhaben durch einen Kirchenbaufonds, dem der Bauer Johann Metz im Jahre 1894 seinen gesamten Grundbesitz vermacht hatte. Im Jahr 1906 konnte der Fonds einen Zwischenstand von 9.100 Mark verbuchen; 1912 betrug er 11.300 Mark.
Die Grundsteinlegung für den Kirchenbau, zu dessen Zweck am 14. Juli 1935 der „katholische Kirchenbauverein e. V. Winkels“ entstand, fand am 25. April 1937 statt. Freiwillige brachen die für den Bau nötigen Steine aus dem von Bürgermeister Hermann Albert kostenlos zur Verfügung gestellten Privatsteinbruch. Hilfe kam auch von den Bürgern aus Nüdlingen, Reiterswiesen und Eltingshausen. Die Steine wurden von den Männern des Ortes gebrochen; den Bau der Kirche selbst übernahmen die Frauen. Die nach Bauplänen von Eugen Altenhöfer aus Würzburg errichtete Kirche wurde am 12. Dezember 1937 durch den Würzburger Bischof Matthias Ehrenfried eingeweiht.
Das um 1800 entstandene Kruzifix vor der Kirche ist in klassizistischem Stil gehalten. Es gehört zu den Bad Kissinger Baudenkmälern und ist unter der Nummer D-6-72-114-250 in der Bayerischen Denkmalliste registriert. Es besteht aus Sandstein und ist mit seitlichen Voluten ausgestattet. Auf der Vorderseite des 95 Zentimeter hohen Sockels findet sich ein verziertes Schriftfeld mit dem Text „Memento mori“. Wahrscheinlich stand auf der unteren, abgewitterten Partie des Sockels die Jahreszahl der Entstehung des Kruzifix. Der Kreuzstamm ist 3,10 Meter hoch. Der Corpus ist einen Meter hoch; über ihm befindet sich der Kreuztitel.
Direkt neben der Kirche befindet sich ein Gedenkmal für die aus Winkels stammenden Opfer des Ersten und des Zweiten Weltkrieges. Auf Tafeln an dem Denkmal sind die Namen der Opfer der Weltkriege vermerkt.
Am 26. Mai 1947 entstand auf Initiative der Bad Kissinger Kirchenverwaltung die Filialkirchenstiftung St.Bonifatius mit einem Startkapital von 1.000 RM.
Von Juni bis Oktober 2011 fanden Sanierungsarbeiten am Dach der Kirche statt, das zwei Jahre zuvor Schäden durch einen Sturm erlitten hatte.

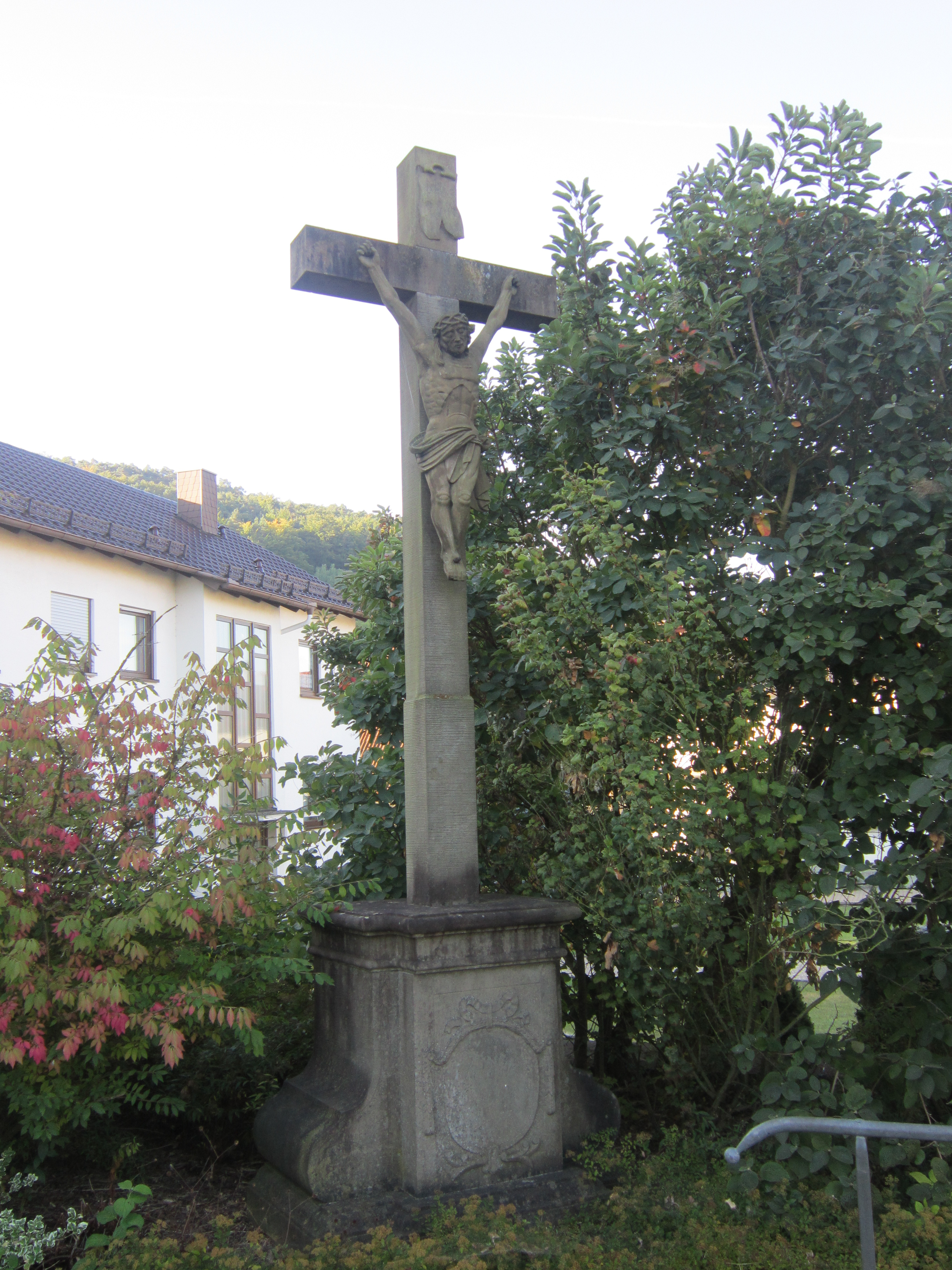
Kruzifix vor der Kirche
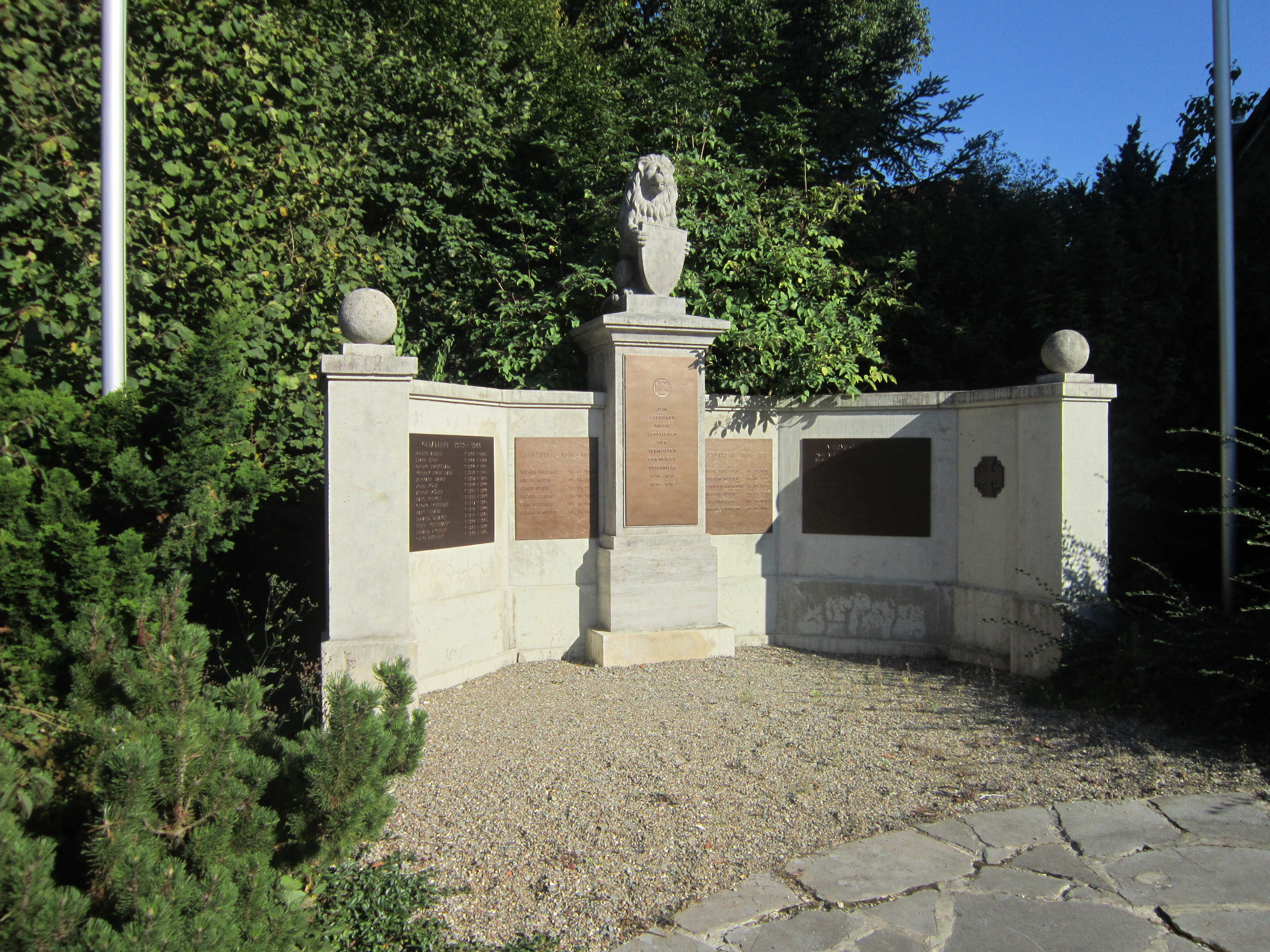
Gedenkmal für die Opfer der beiden Weltkriege.

## Architektur und Ausstattung
Die Kirche ist ein nach Süden orientierter Bau mit polygonalem Chor mit südlich angefügtem Kirchturm. Die Außenansicht ist von Bruchstein geprägt. Die Bauweise der 1920er Jahre wurde an der Kirche in einfachsten Formen umgesetzt.
Der Schweinfurter Bildhauer Heinrich Söller schuf 1940 den Hochaltar mit dazugehöriger Kreuzgruppe sowie die Seitenaltäre mit den Figuren St. Maria und St. Josef. Bei einer Renovierung Anfang der 1970er Jahre wurden die Seitenaltäre entfernt.
Um das Jahr 1990 wurde die Kirche um eine Figur des Kirchenpatrons Bonifatius ergänzt.
Die vier Glocken mit elektrischer Läuteanlage wurden von den Gebrüdern Ulrich aus dem thüringischen Apolda installiert. Drei der vier Glocken mussten im Zweiten Weltkrieg zum Einschmelzen zwecks Kriegswaffenherstellung abgeliefert werden; sie wurden erst im Jahr 1954 ersetzt.